# St. Mariä Empfängnis (Dorff)

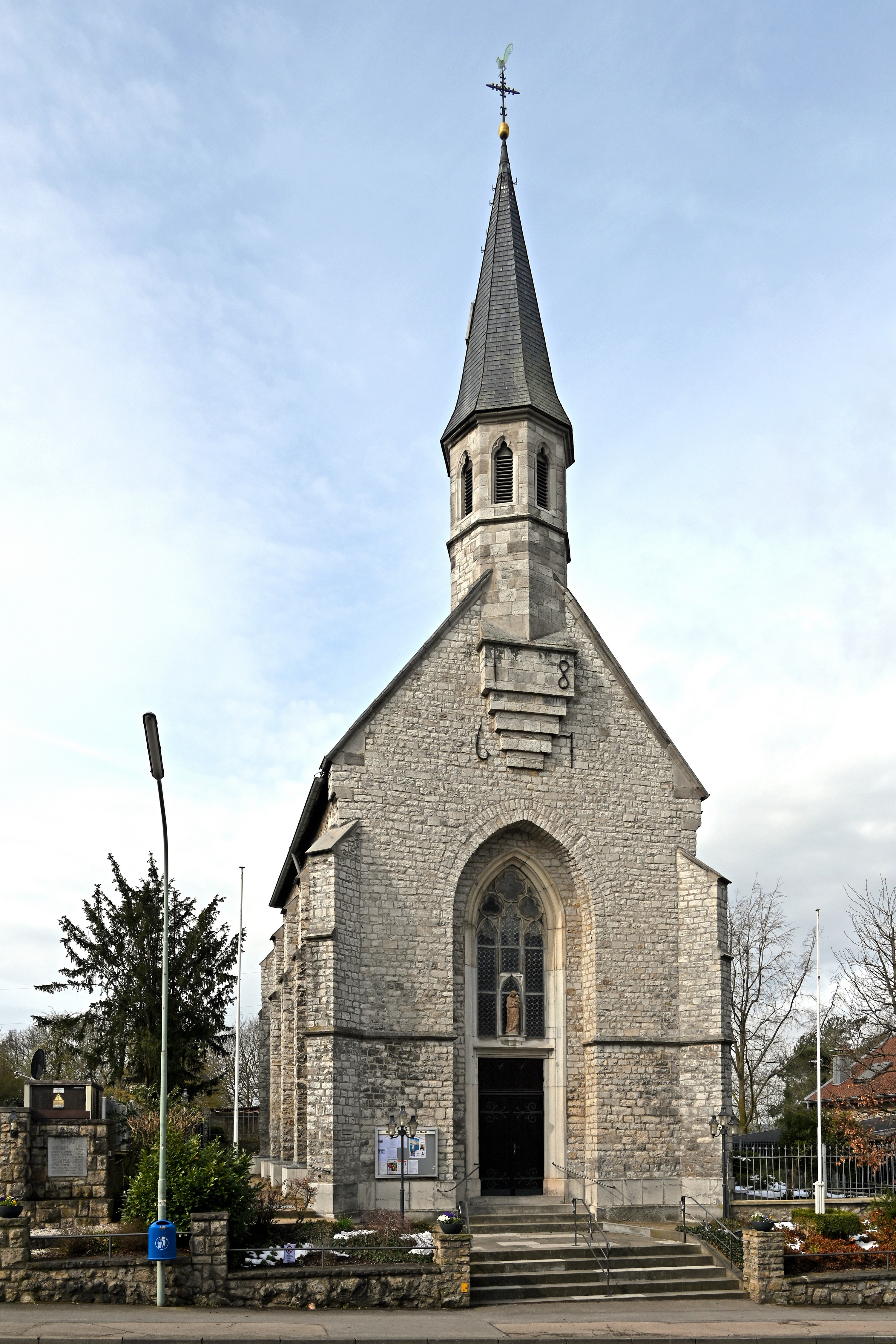
St. Mariä Empfängnis

St. Mariä Empfängnis ist die Pfarrkirche des in der Städteregion Aachen liegenden Stolberger Ortsteils Dorff.

## Allgemeines
Seit Errichtung der im Nachbarort Kornelimünster gelegenen Reichsabtei gehörte Dorff zum Pfarrgebiet des Benediktinerklosters. Die Pfarrkirche war die dort gelegene Kirche St. Stephan auf dem Berge.

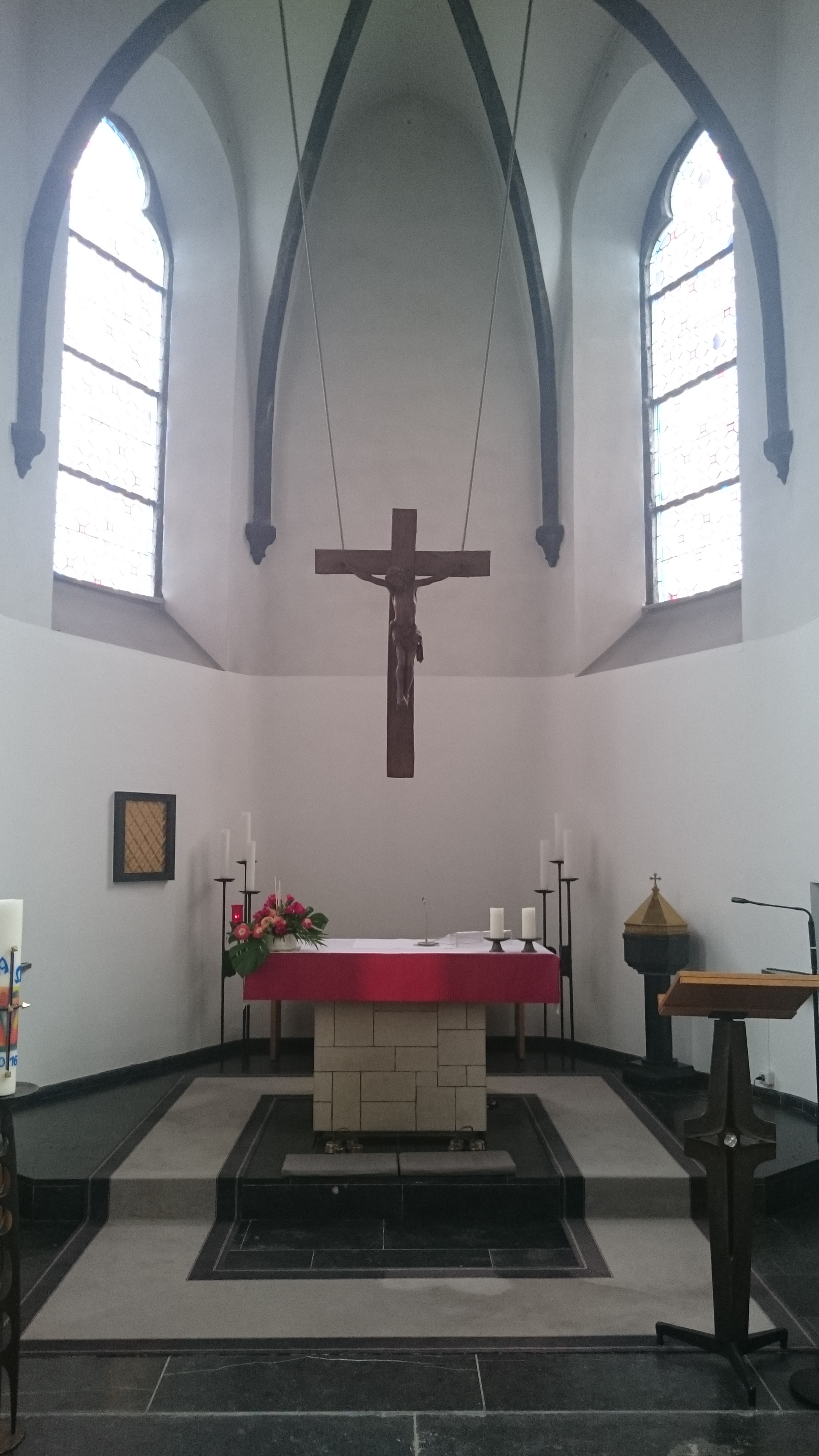
Blick in den Altarraum

Dorff besaß aber bereits seit 1756 eine eigene Kapelle, die der Gottesmutter geweiht war. In ihr wurden mit Genehmigung der Abtei Gottesdienste abgehalten. Von dieser Kapelle existiert nur noch die ehemalige Kapellentür, die sich in der Wand eines Nachbarhauses mit Inschrift und der Jahreszahl 1756 befindet. Als im Jahre 1802 im Rahmen der Säkularisation die Reichsabtei aufgelöst wurde, übernahm die Pfarrkirche St. Hubertus die Zuständigkeit für die Gläubigen Dorffs. Mehrere Anträge, erneut Kornelimünster zugeordnet zu werden, wurden gestellt aber abgelehnt. Auslöser waren immer wieder aufgetretene Streitigkeiten zwischen Büsbach und Dorff über gewünschte eigene Gottesdienste.
Am 1. April 1904 wurde Dorff selbständiges Pfarrrektorat, 1914 Pfarrvikarie, war aber weiterhin der Pfarre Büsbach zugeordnet. Dies änderte sich am 13. März 2004, als Dorff zur eigenständigen Pfarre mit der Pfarrkirche St. Mariä Empfängnis wurde.

## Das Gebäude
Im Jahre 1855 entschlossen sich die Gläubigen des Ortes, statt der inzwischen für die wachsende Gläubigenzahl zu klein gewordene Kapelle eine eigene Kirche zu errichten. Eine mehr als zehnjährige Spendenaktion begann. Im Jahr 1865 erbaten dann die Eheleute Egidius Korr und Elisabeth Bock beim Generalvikariat eine Baugenehmigung für eine Kapelle auf einem von ihnen geschenkten Grundstück. Die ersten Pläne waren vom Baukondukteur Zimmermann, welche Vincenz Statz überarbeitete. Der Grundstein für den Neubau wurde am 12. Dezember 1866 gelegt. Im Laufe des Jahres 1867 wurde St. Mariä Empfängnis in gotischen Formen errichtet. Nach zweijähriger Bauzeit konnte im Frühjahr des Jahres 1869 die Inneneinrichtung fertiggestellt werden. Diese verdankte die Gemeinde zum großen Teil dem Rektor Schmitz, der für die Anschaffung des Hochaltars, der Bänke, des Beichtstuhls, des einstimmigen Geläutes, der Chorfenster sowie des neuen Bodenbelags und einer ganzen Reihe neuer Messgewänder verantwortlich war. St. Mariä Empfängnis wurde im Juni 1869 eingeweiht.
Der erste Pfarrer traf 1897 ein. Er starb aber, ohne eine einzige kirchliche Handlung vollzogen zu haben. Es dauerte bis 1899, ehe St. Mariä Empfängnis einen neuen eigenen Priester erhielt.
Am 15. Januar 1969 wurde damit begonnen, den Chorraum der Kirche zu modernisieren. Er sollte dem neuen liturgischen Stil angepasst werden. Die Arbeiten wurden im gleichen Jahr abgeschlossen.
Zu den 90-Jahr-Feiern der Pfarrvikarie St. Mariä Empfängnis wurde die Kirche erneut renoviert.

## Pfarrvikare
Folgende Priester wirkten bislang als Pfarrvikar an St. Mariä Empfängnis:
- 1924–1936: Josef Willms
- 1936–1951: Konrad Weißweiler
- 1951–1959: Josef Steinfort
- 1959–1963: Wolfgang Römer
- 1963–1966: P. Cornelius Potters SMA
- 1966–1969: Gerd Heinemann
- 1969–1973: Wolfgang Kirsten
- 1973–1998: Kurt Thelen
- Seit 2002: Ulrich Lühring